# 1601
1601 (MDCI) fue un año común comenzado en lunes según el calendario gregoriano.

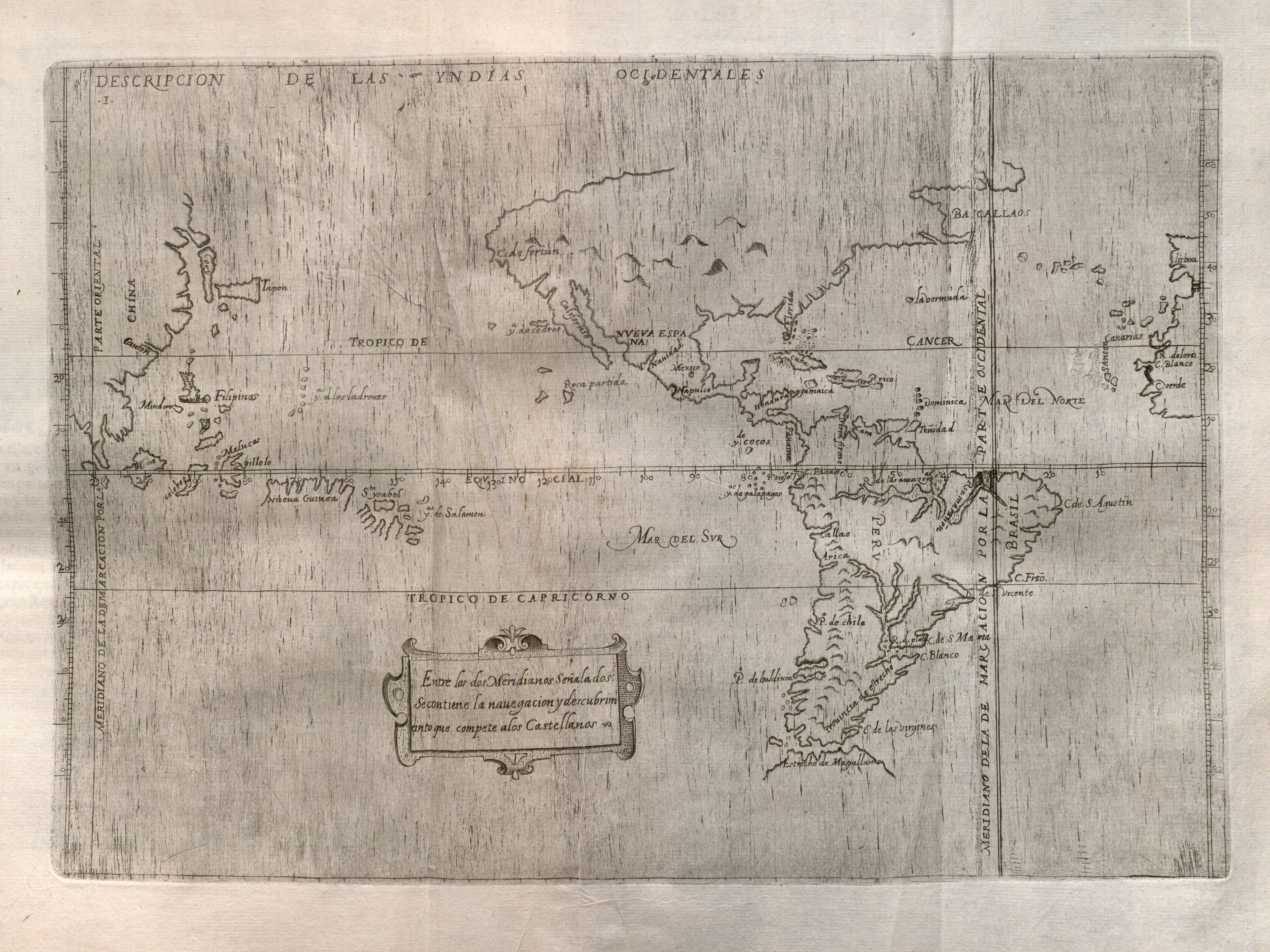
Mapa de Antonio de Herrera y Tordesillas, 1601

Es el primer año del siglo XVII. 

## Acontecimientos
- 11 de enero: en España, la corte del rey Felipe III se traslada de Madrid a Valladolid, con arreglo a una orden oficial del día anterior.
- 9 de febrero: Felipe III se muda a Valladolid.
- 5 de julio: Los tercios del Imperio español ponen sitio a la ciudad de Ostende.
- 25 y 26 de noviembre: en la región de Zelanda (Países Bajos), una inundación hace desaparecer para siempre la aldea de Vremdijke (también Vroondijk, Vremdic, Frondic o Vrandic).
- Expedición española a Irlanda.

## Arte y literatura
- William Shakespeare
  - Hamlet
  - El fénix y la tórtola

## Nacimientos
- 8 de enero: Baltasar Gracián, escritor español (f. 1658).
- 19 de marzo: Alonso Cano, pintor y escultor español.
- 17 de agosto: Pierre de Fermat, jurista y matemático francés (f. 1665).
- 22 de septiembre: Ana de Austria, reina francesa (f. 1666).
- 27 de septiembre: Luis XIII, rey de Francia (f. 1643).
- 15 de noviembre: Cecco Bravo (Francesco Montelatici), pintor italiano (f. 1661).
- Rafael Cotoner y de Oleza, Gran maestre de la Orden de Malta.

## Fallecimientos
- 24 de octubre: Tycho Brahe, astrónomo sueco (n. 1546).